# Ino Perišić
Ino Perišić (Dubrovnik, 22. kolovoza 1920. – Zagreb, 24. listopada 1987.), hrvatski dirigent i skladatelj.

## Životopis
Osnovnu glazbenu naobrazbu Ino Perišić stekao je u rodnom gradu. Dirigiranje je studirao na Muzičkoj akademiji u Zagrebu. Umjetničku karijeru započeo je 1943. kao korepetitor i dirigent Opere HNK u Osijeku. Kao operni dirigent djelovao je u Zagrebu (1950. – 1955. i 1965. – 1967.), Mariboru (1955./56.), Skopju (1956. – 1965.) i Rijeci (1967. – 1974.). Od 1974. godine pa sve do umirovljenja bio je dirigent Opere HNK u Zagrebu. Iako je bio poznatiji kao dirigent, Ino Perišić ostavio nam je u nasljeđe i dvadesetak svojih skladateljskih ostvarenja. Pretežito su to skladbe za veliki simfonijski orkestar, no ima i zanimljivih djela za komorne ansamble i sastave. Skladao je nekoliko popijevki za glas i klavir, ali i klavirsku pratnju za brojne pjesme raznih autora. Bio je dugogodišnji član Hrvatskoga društva skladatelja i Hrvatskoga društva glazbenih umjetnika.

## Značajke Perišićeve glazbe
Skladbe Ina Perišića odaju sve karakteristike tzv. nacionalnog smjera u hrvatskoj glazbi. U njegovim simfonijskim i komornim djelima osjeća se snažan utjecaj hrvatske folklorne tradicije, ali gotovo jednako i – s obzirom na prostor i vrijeme u kojem je živio i djelovao – utjecaji glazbenoga folklora drugih naroda bivše Jugoslavije. Njegova prva i vjerojatno najpoznatija skladba, Simfonijski ples „Linđo”, glazbena je uspomena na rodni Dubrovnik. Ali i u drugim Perišićevim skladbama ima glazbenih tema koje svojim melodijskim, ritamskim ili harmonijskim obilježjima neodoljivo podsjećaju na izvorni folklorni predložak. Krsto Odak, Jakov Gotovac, Krešimir Baranović i Boris Papandopulo tek su neki od suvremenika od kojih je učio i čijim se skladbama divio. Mnoga su njihova djela također snažno obilježila umjetnički put Ina Perišića kao dirigenta i skladatelja.

## Djela
Neke svoje skladbe – primjerice Folklorne meditacije – Ino Perišić je uvijek iznova dorađivao, a neke su se partiture – poput Concertina za dvije flaute i orkestar iz 1964. ili pak Dua za fagot i flautu iz 1967. – izgubile (!?). U Fonoteci Hrvatskoga radija postoje tek dvije snimke Perišićevih djela: Mala plesna suita (snimka iz 1964. godine, Simfonijski orkestar RTB i dirigent Mladen Jagušt) i Scherzo op.6 (snimka iz 1974. godine, Zagrebački simfoničari RTZ i dirigent Josef Daniel). Za neke je skladbe danas gotovo nemoguće utvrditi točno vrijeme njihova nastanka, a često se razlikuju i podatci koje u svojim člancima i knjigama navode hrvatski muzikolozi Krešimir Kovačević i Lovro Županović.
- Simfonijski ples „LINĐO“ op.1 za veliki simfonijski orkestar, 1950. (rev. 1957.)
- Balkanske pitoreske op.3 za veliki simfonijski orkestar, 1956. (rev. 1980.)
- Mala plesna suita za simfonijski orkestar, 1962.
- Divertimento za gudački orkestar, oko 1970.
- Scherzo op.6, plesna igra za veliki simfonijski orkestar, 1974.
- Folklorne meditacije za simfonijski orkestar (1. verzija), 1974.
- Folklorne meditacije op.10 za kvintet drvenih puhača, 1975.
- Koncertni stavak (Allegretto comodo) za kvintet limenih puhača, 1977.
- Folklorne meditacije za simfonijski orkestar (2. verzija), 1978.
- Linđo op.7 za klavir i gudački orkestar, 1980.
- Simfonijske folklorne meditacije op.9 za simfonijski orkestar, 1980.
- Legenda op.14 za simfonijski orkestar, 1981.
- Linđo op.15 za klavir, lijericu i gudače, 1982.
- Svečana fanfara za sekstet limenih puhača (3 trube i 3 trombona)
- Grički top za glas i klavir, stihovi: Lav Olgin
- Kaj se furiš za glas i klavir, stihovi: Stjepan Tkalec
- Svu noć mi soko prepjeva za muški zbor (obrada narodne pjesme)

## Vanjske poveznice
- Hrvatsko društvo skladatelja: Ino Perišić
- Hrvatsko društvo glazbenih umjetnika
- HDS - ZAMP: Ino Perišić (popis djela)